# Catedrala romano-catolică din Satu Mare
Catedrala romano-catolică din Satu Mare, cu hramul „Înălțarea Domnului”, este biserica catedrală a Episcopiei Romano-Catolice de Satu Mare. Monumentul a fost edificat la începutul secolului al XIX-lea în stil clasicist de către arhitectul József Hild și este în prezent monument istoric (cod LMI SM-II-m-A-05225).